# Zankyou no Terror
Zankyou no Terror (яп. 残響のテロル, англ. Terror in Resonance, також Terror in Tokyo, укр. Відлуння терору) — аніме-серіал режисера Сін'ітіро Ватанабе, продюсований студією MAPPA. Над дизайном персонажів працював Кадзуто Накадзава. Музику до серіалу створила композиторка Йоко Канно. Транслювався з 10 липня по 25 вересня 2014 року на каналі Fuji TV у блоці Noitamina.

## Сюжет
Дія відбувається в альтернативній сучасності в Токіо. Одного дня у місті здійснюється терористичний акт. Злочинці завантажують до інтернету відео, на якому два підлітки, називаючи себе «Сфінкс» (яп. スピンクス) беруть на себе відповідальність за теракт.

## Персонажі
Дев'ятий (яп. ナイン) — потайливий парубок з яскравим розумом і спокійною поведінкою. У школі назвався як Арата Коконое (яп. 九重 新). Один з засновників «Сфінксу»
Сейю: Ісікава Кайто
Дванадцятий (яп. ツエルブ) — підліток, що проводить багато часу з Дев'ятим. У школі назвався як Тодзі Хісамі (яп. 久見 冬二). Також один з засновників «Сфінксу».
Сейю: Сома Сайто
П'ята (яп. ハイヴ) — агент ФБР, їде до Японії для розслідування справи про теракти. Закохана в Дев'ятого.
Сейю: Меґумі Хан
Ліза Місіма (яп. 三島 リサ) — дівчина, що навчається у школі, куди пішли Дев'ятий та Дванадцятий. Вимушена стати їх спільником.
Сейю: Ацумі Танедзакі
Кендзіро Сібадзакі (яп. 柴崎 健次郎) — член департаменту поліції Токіо. Працював у слідчому відділі, але 15 років тому був переведений до архівного відділу через розслідування справи про політика.
Сейю: Сюнсуке Сакуя

## Саундтрек
Саундтрек до серіалу написала композиторка Йоко Канно. Пісню «Trigger», яка звучить в опенінґу, виконує Юкі Одзакі, колишній вокаліст гурту Galileo Galilei. Пісню завершальних титрів «Dare ka, Umi o.» виконує співачка Еме.
«Terror in Resonance Original Soundtrack 2 -crystalized-» було випущено 22 жовтня 2014 року.
В інтерв'ю «Otaku USA Magazine» режисер Сін'ітіро Ватанабе заявив, що на створення серіалу його надихнула музика ісландського рок гурту Sigur Rós.
| Terror in Resonance Original Soundtrack | Terror in Resonance Original Soundtrack | Terror in Resonance Original Soundtrack | Terror in Resonance Original Soundtrack | Terror in Resonance Original Soundtrack |
| #                                       | Назва                                   | Автор слів                              | Artist                                  | Тривалість                              |
| --------------------------------------- | --------------------------------------- | --------------------------------------- | --------------------------------------- | --------------------------------------- |
| 1.                                      | «lolol»                                 |                                         |                                         | 1:39                                    |
| 2.                                      | «von»                                   | Baggalútur                              | Arnór Dan                               | 6:14                                    |
| 3.                                      | «ess»                                   |                                         |                                         | 3:36                                    |
| 4.                                      | «saga»                                  |                                         |                                         | 4:54                                    |
| 5.                                      | «fugl»                                  |                                         |                                         | 2:28                                    |
| 6.                                      | «hanna»                                 | Yoko Kanno                              | Hanna Berglind                          | 4:30                                    |
| 7.                                      | «veat»                                  |                                         |                                         | 3:46                                    |
| 8.                                      | «lava»                                  | Christopher Chu                         | POP ETC                                 | 4:51                                    |
| 9.                                      | «walt»                                  |                                         |                                         | 3:14                                    |
| 10.                                     | «birden»                                |                                         | Arnór Dan                               | 4:45                                    |
| 11.                                     | «Fa»                                    |                                         |                                         | 5:38                                    |
| 12.                                     | «nc17»                                  |                                         |                                         | 4:43                                    |
| 13.                                     | «ís»                                    | Christopher Chu & Keisuke Tominaga      | POP ETC                                 | 2:41                                    |
| 14.                                     | «22»                                    | Christopher Chu & Keisuke Tominaga      | Ryo Nagano                              | 2:44                                    |
| 15.                                     | «seele»                                 |                                         |                                         | 2:03                                    |
| 16.                                     | «lev low»                               |                                         |                                         | 2:34                                    |
| 17.                                     | «ili lolol»                             |                                         |                                         | 5:41                                    |
| 18.                                     | «bless»                                 |                                         | Arnór Dan                               | 3:11                                    |
| 69:12                                   |                                         |                                         |                                         |                                         |

| Terror in Resonance Original Soundtrack 2 -crystalized- | Terror in Resonance Original Soundtrack 2 -crystalized- | Terror in Resonance Original Soundtrack 2 -crystalized- | Terror in Resonance Original Soundtrack 2 -crystalized- | Terror in Resonance Original Soundtrack 2 -crystalized- |
| #                                                       | Назва                                                   | Автор слів                                              | Artist                                                  | Тривалість                                              |
| ------------------------------------------------------- | ------------------------------------------------------- | ------------------------------------------------------- | ------------------------------------------------------- | ------------------------------------------------------- |
| 1.                                                      | «Trigger»                                               | Yuuki Ozaki                                             | Yuuki Ozaki                                             | 5:05                                                    |
| 2.                                                      | «kvak»                                                  |                                                         |                                                         | 3:00                                                    |
| 3.                                                      | «crystalized»                                           |                                                         |                                                         | 2:57                                                    |
| 4.                                                      | «cket»                                                  |                                                         |                                                         | 1:39                                                    |
| 5.                                                      | «ioloi»                                                 |                                                         |                                                         | 2:52                                                    |
| 6.                                                      | «wilhelm»                                               |                                                         |                                                         | 4:45                                                    |
| 7.                                                      | «ドブと小舟と僕らの神話(Full Ver.)»                     | Yuuki Ozaki                                             | Yuuki Ozaki                                             | 4:44                                                    |
| 8.                                                      | «velle»                                                 |                                                         |                                                         | 4:25                                                    |
| 9.                                                      | «orfn»                                                  |                                                         |                                                         | 1:34                                                    |
| 10.                                                     | «juno»                                                  |                                                         |                                                         | 2:03                                                    |
| 11.                                                     | «wolke»                                                 |                                                         |                                                         | 3:15                                                    |
| 12.                                                     | «alois»                                                 |                                                         |                                                         | 3:13                                                    |
| 13.                                                     | «future terror»                                         |                                                         |                                                         | 3:42                                                    |
| 14.                                                     | «vad»                                                   |                                                         |                                                         | 3:40                                                    |
| 15.                                                     | «pcp»                                                   |                                                         |                                                         | 3:14                                                    |
| 16.                                                     | «vial»                                                  |                                                         |                                                         | 2:05                                                    |
| 17.                                                     | «elan»                                                  |                                                         |                                                         | 2:46                                                    |
| 18.                                                     | «誰か、海を。»                                          | Ichiko Aoba                                             | Aimer                                                   | 4:54                                                    |
| 59:53                                                   |                                                         |                                                         |                                                         |                                                         |